# Orazio Torsellino
Orazio Torsellino (in latino Horatius Torsellinus; 1545 – 6 aprile 1599) è stato uno storico e letterato italiano che scrisse libri sul cristianesimo, sulla storia universale e sulla grammatica latina.

## Vita e opere
Orazio Torsellino nacque a Roma ed entrò nell'ordine dei Gesuiti . Successivamente venne assegnato a Firenze e Loreto, prima di tornare a Roma. Tra i suoi scritti vi sono:
- De vita San Francisci Xaverii libri VI (Roma, 1596, in quarto)
- De particulis Latinae orationis (1598, 12mo)
- La Vie du bienheureux père François Xavier, Douay, Baltazar Bellere, 1608.
- Epitome historiarum a mundo condito ad ann. 1598 (Roma, in quarto)

che continuò sotto la direzione di PC Caraffa e Philippe Briet . Nel 1761 l'Inquisizione decretò che l'opera fosse proibita.
I suoi volumi di Storia universale sono suddivisi in capitoli dedicati principalmente agli imperatori. Ad esempio, il Volume III, in ordine, contiene capitoli sugli Imperatori del Sacro Romano Impero (o pretendenti contestati): Enrico II, Corrado II, Enrico III, Enrico IV, Enrico V, Lotario II, Corrado III, Federico Barbarossa, Enrico VI, Ottone IV, Federico II, Rodolfo d'Asburgo, Adolfo di Nassau, Alberto d'Austria, Enrico VII di Lussemburgo, Luigi di Baviera, Carlo IV di Lussemburgo, Venceslao di Lussemburgo, Ruperto di Baviera, Sigismondo di Lussemburgo, Alberto II d'Austria, Federico III, Massimiliano I e Carlo V d'Austria.